# Miron Mănescu
Miron Mănescu (n. 1 august 1946, Văliug, județul Caraș-Severin) este un fost senator român în legislatura 1990-1992 ales în județul Caraș-Severin pe listele partidului FSN și deputat în legislatura 1992-1996 ales în județul Caraș-Severin pe listele partidului PDSR. În cadrul activității sale parlamentare în legislatura 1990-1992, Miron Mănescu a fost membru în grupul parlamentare de prietenie cu Regatul Unit al Marii Britanii și Irlandei de Nord și în grupul parlamentar de prietenie cu Republica Chile.